# Vendeta (film, 2011)
Vendeta je filmový debut Miroslava Ondruše z roku 2011.

## Děj
Děj filmu se odehrává během tří hodin. Pomsta proti sobě postaví Pochmana (Ondřej Vetchý) s Mazurou (Oldřich Kaiser), do děje zasáhnou také dva policisté (Igor Chmela a Marek Taclík).

## Výroba
Natáčení začalo 7. března 2011, probíhalo v Praze a okolí a trvalo 20 dní.
Scénář začal Ondruš promýšlet začátkem roku 2008, psát začal na jaře 2008, první verzi měl hotovou za necelé tři měsíce. Poslední scéna filmu byla původně plánována jinak, ale na daném místě nemohl štáb točit a tak ji autor přepsal několik hodin před natáčením. K angažování Ondřeje Vetchého do hlavní role autora přesvědčil jeho výkon v Činoherním klubu v inscenaci Pan Polštář. Oldřich Kaiser v původním termínu na konci roku 2010 nemohl, pak ale bylo natáčení odloženo a tak roli získal.

## Obsazení
| Ondřej Vetchý   | Pochman |
| Oldřich Kaiser  | Mazura  |
| Igor Chmela     | Chadima |
| Marek Taclík    | Novotný |
| Lucie Šteflová  | Hanka   |
| Ondřej Havel    | Tomáš   |
| Václav Vostárek | David   |
| Daniel Novák    | Honza   |
| Václav Neužil   | úředník |
| Leoš Noha       | makléř  |

## Recenze
- Kamil Fila, Aktuálně.cz, 1. prosince 2011
- Tereza Spáčilová, iDNES.cz, 22. listopadu 2011
- Karel Ryška, MovieZone.cz, 23. listopadu 2011
- Alena Prokopová, Alenčin blog, 21. listopadu 2011
- František Fuka, FFFilm, 18. listopadu 2011